# Dick Rathmann
James Merwin „Dick“ Rathmann (* 6. Januar 1924 in Los Angeles, Kalifornien; † 1. Februar 2000 in Melbourne, Florida) war ein US-amerikanischer NASCAR- und Champ-Car-Rennfahrer, der insbesondere in den 1950er-Jahren in den Vereinigten Staaten populär war und im Laufe seiner Karriere 13 NASCAR-Rennen gewinnen konnte.

## Das Pseudonym
Das etwas überflüssige und verwirrende Pseudonym hatte folgenden Ursprung: Als sein jüngerer Bruder Richard (1928–2011) – Dick ist in der englischen Umgangssprache die Kurzform für Richard – eine Motorsport-Karriere starten wollte, benutzte er einfach die Geburtsurkunde seines älteren Bruders, um unter dessen Namen starten zu dürfen. Als angesichts der Erfolge des Jüngeren schließlich auch der „eigentliche“ Jim mit dem Rennsport beginnen wollte, benutzte er seinerseits die Papiere des „ursprünglichen“ Richards, um nun als „Dick“ Rathmann Rennen zu bestreiten.

## Der NASCAR-Star
Dick Rathmanns eigentliche Domäne im Motorsport waren die NASCAR-Rennen, die damals noch eine größere Seriennähe als heute hatten und sich beim Publikum einer großen Beliebtheit erfreuten. Dabei setzte er in all seinen Rennen zwischen 1951 und 1958 stets auf die Marke Hudson, wobei er mit einem Hudson Hornet bei 128 Rennstarts 13 Rennen gewinnen und eben so viele Pole-Positions erzielen konnte. In den Jahren 1952/53 gewann er jeweils fünf Rennen, ohne jedoch Meister zu werden. Folgende Rennen konnte er dabei als Erstplatzierter für sich verbuchen: Martinsville 100, Langhorne Speedway, Darlington 100, Dayton 100 bzw. 150, Central City 150, International 200, Morristown 200, Lincoln City 200, Langhorne 250, Oakland 250, Wilkes County 160 und Santa Fe 200.

## Starts in der Champ-Car-Serie
Wie viele andere US-amerikanische Rennfahrer versuchte er sich auch bei Monoposto-Rennen, wobei als zusätzlicher Anreiz hinzu kam, dass dort sein Bruder durchaus erfolgreich war. So bestritt Dick Rathmann zwischen 1950 und 1958 einige Starts in der Champ-Car-Serie, wobei er 1950, 1956 und von 1958 bis 1960 fünfmal an dem Rennen in Indianapolis, dem so genannten Indianapolis 500 teilnahm. Da dieses Rennen als Grand Prix auch als Bestandteil der Formel-1-Weltmeisterschaft gewertet wurde, taucht sein Name auch in den Formel-1-Statistiken auf, die nicht berücksichtigen, dass Dick Rathmann sehr wohl eine Reputation besaß, die über einen Gelegenheitsstarter hinausging.
Bei seinem ersten Start haderte er mit unterlegenem technischen Material und musste vorzeitig aufgeben. Während der Formel-1-Saison 1956 konnte er bereits im Qualifikationstraining mit dem vierten Rang seinen Rennspeed auch auf diesem Kurs unter Beweis stellen. Am Ende belegte er den fünften Platz, wofür ihm zwei WM-Punkte gutgeschrieben wurden. Bei der Formel-1-Saison 1958 hatte er am 30. Mai 1958 während des Indy 500 beste Voraussetzungen für einen Sieg, da er im Qualifying mit seinem McNamara Special die Pole-Position erfahren hatte. Doch schon in der dritten Kurve wurde er unverschuldet von dem hinter ihm fahrenden Ed Elisian, der die Kontrolle über seinen Boliden verloren, mit in die Mauer des Brickyards gerissen. Der nachfolgende Jimmy Reece geriet daraufhin ins Schleudern und kollidierte seinerseits mit seinen Verfolgern Bob Veith und Pat O’Connor. Bei dem Überschlag des Letztgenannten erlitt dieser als einziger aufgrund des entzündeten Treibstoffs der in die Massenkarambolage verwickelten Piloten lebensgefährliche Verletzungen. Insgesamt waren 15 Rennwagen mehr oder minder in jene Kollision, die von nun an als die schwerste in der Frühphase eines Indyrennens seit 1909/11 galt, verwickelt. Nach dem obligatorischen Neustart konnte Jimmy Bryan auf einem Belond AP Special ungefährdet gewinnen. Dick Rathmann versuchte sein Glück in den beiden nachfolgenden Jahren erneut, doch sein „Speed“ war nicht mehr mit dem früherer Tage zu vergleichen, so dass er den Rennsport aufgab und nach Florida zog, um dort im Geschäft des Bruders, einer großen Chevrolet-Vertriebsvertretung ebenso erfolgreich zu arbeiten.
In der ewigen Bestenliste der NASCAR-Profis rangiert er mit seinen 13 Rennsiegen immerhin auf Platz 46 – und damit vor einigen der modernen NASCAR-Piloten wie Matt Kenseth oder Sterling Marlin, obwohl seine Karriere innerhalb der NASCAR-Serie relativ kurz war. Manche Spitzenfahrer wie Darrell Waltrip oder Richard Petty fuhren bis über das 45. Lebensjahr hinaus.
Dick Rathmann starb am 1. Februar 2000 im Alter von 74 Jahren an Herzversagen.

## Statistik

### Indy-500-Ergebnisse
| Jahr | Startnr. | Start | Qual (km/h) | Ergebnis | Runden | Führung | Ausfall       |
| ---- | -------- | ----- | ----------- | -------- | ------ | ------- | ------------- |
| 1950 | 45       | 18    | 210,676     | 32       | 25     | 0       | Ölleitung     |
| 1956 | 78       | DNQ   |             |          |        |         |               |
| 1956 | 73       | 4     | 232,481     | 5        | 200    | 0       |               |
| 1958 | 43       | DNQ   |             |          |        |         |               |
| 1958 | 97       | 1     | 234,895     | 27       | 0      | 0       | Unfall        |
| 1959 | 73       | 4     | 232,111     | 20       | 150    | 0       | Boxenbrand    |
| 1960 | 97       | 4     | 234,203     | 31       | 42     | 0       | Bremsen       |
| 1961 | 75       | DNQ   |             |          |        |         |               |
| 1961 | 97       | 6     | 234,991     | 13       | 164    | 0       | Benzinpumpe   |
| 1962 | 9        | 13    | 236,810     | 24       | 51     | 0       | Magnetzündung |
| 1963 | 22       | 17    | 239,980     | 10       | 200    | 0       |               |
| 1964 | 23       | 12    | 244,373     | 7        | 197    | 0       |               |

| Legende  | Legende            | Legende                                                          |
| Farbe    | Abkürzung          | Bedeutung                                                        |
| -------- | ------------------ | ---------------------------------------------------------------- |
| Gold     | –                  | Sieg                                                             |
| Silber   | –                  | 2. Platz                                                         |
| Bronze   | –                  | 3. Platz                                                         |
| Grün     | –                  | Platzierung in den Punkten                                       |
| Blau     | –                  | Klassifiziert außerhalb der Punkteränge                          |
| Violett  | DNF                | Rennen nicht beendet (did not finish)                            |
| Violett  | NC                 | nicht klassifiziert (not classified)                             |
| Rot      | DNQ                | nicht qualifiziert (did not qualify)                             |
| Rot      | DNPQ               | in Vorqualifikation gescheitert (did not pre-qualify)            |
| Schwarz  | DSQ                | disqualifiziert (disqualified)                                   |
| Weiß     | DNS                | nicht am Start (did not start)                                   |
| Weiß     | WD                 | zurückgezogen (withdrawn)                                        |
| Hellblau | PO                 | nur am Training teilgenommen (practiced only)                    |
| Hellblau | TD                 | Freitags-Testfahrer (test driver)                                |
| ohne     | DNP                | nicht am Training teilgenommen (did not practice)                |
| ohne     | INJ                | verletzt oder krank (injured)                                    |
| ohne     | EX                 | ausgeschlossen (excluded)                                        |
| ohne     | DNA                | nicht erschienen (did not arrive)                                |
| ohne     | C                  | Rennen abgesagt (cancelled)                                      |
| ohne     | keine WM-Teilnahme |                                                                  |
| sonstige | P/fett             | Pole-Position                                                    |
| sonstige | 1/2/3/4/5/6/7/8    | Punktplatzierung im Sprint-/Qualifikationsrennen                 |
| sonstige | SR/kursiv          | Schnellste Rennrunde                                             |
| sonstige | *                  | nicht im Ziel, aufgrund der zurückgelegten Distanz aber gewertet |
| sonstige | ()                 | Streichresultate                                                 |
| sonstige | unterstrichen      | Führender in der Gesamtwertung                                   |

### Einzelergebnisse in der Sportwagen-Weltmeisterschaft
| Saison | Team               | Rennwagen   | 1   | 2   | 3   | 4   | 5   | 6   | 7   | 8   | 9   | 10  | 11  | 12  | 13  | 14  | 15  |
| ------ | ------------------ | ----------- | --- | --- | --- | --- | --- | --- | --- | --- | --- | --- | --- | --- | --- | --- | --- |
| 1962   | Peter Hand Brewery | Chaparral 1 | DAY | SEB | SEB | MAI | TAR | BER | NÜR | LEM | TAV | CCA | RTT | NÜR | BRI | BRI | PAR |
| 1962   | Peter Hand Brewery | Chaparral 1 | 6   |     |     |     |     |     |     |     |     |     |     |     |     |     |     |